# 自発光式メーター
自発光式メーター（じはっこうしきメーター）は自動車のメーターの方式で、キーをオンすると常にメーターパネルの文字や針が光るメーターである。

## 解説
夜間のみ文字や指針が発光するのではなく、昼夜問わず発光しているように見せるメーターである。そのため、常時発光（点灯）式と称されることもある。この形式のメーターは、パネル全面をブラックアウトして盤面の文字と針を発光させるものとして始まったが、2000年代後半以降は旧来の文字と針があらかじめ写っているメーター（液晶ディスプレイ表示、グラスコックピットタイプ）で常時発光形式をとるものも登場している。ブラックアウト型自発光式メーターは、メーターカバーをスモークグラスにすることで透過率を20%程度まで落とし、逆にバックライトの照度を高めることで始動時のみパネルが見えるようにしている。
オンであれば常に点灯するが、車幅灯等の点灯・消灯と連動して照度が若干落ちる。常にメーターが発光しているため、薄暮時でもヘッドライトを点灯しない車が見受けられる。たいていの場合、前照灯点灯表示灯がメーターパネルに備えられている他、照度コントロール（可変抵抗器を指す「レオスタット」とも呼ばれる）が装備されている。
1989年10月に登場・投入されたトヨタ・セルシオ（海外名レクサス・LS）が初採用した。その後、1990年代には従来の透過照明式メーターや虚像式デジタルメーター（トヨタは｢スペースビジョンメーター｣、日産は｢バーチャルビジョンメーター｣と称していた）に代わって高級車や上級乗用車を中心に多く採用され、現在は軽自動車や商用車までに広く普及しており、2010年代になると大型トラックにも取り入れられている。
もっとも、日中であれば発光せずとも十分な視認性を確保できるため、機能的な意味合いはほとんどなく、日本車以外での採用例は少ない。欧州車などは、2010年代以降液晶パネルを用いたメーターへの移行が始まっている。

## 日本車における自発光式メーターの名称
- トヨタ - オプティトロンメーター
- 日産 - ファインビジョンメーター[2]
- マツダ - ブラックアウトメーター
- スバル - ブラックフェイスメーター / ルミネセントメーター[3]
- 三菱 - ハイコントラストメーター

※ただし、ホンダ、スズキ、ダイハツは独自の名称を使っていないため、正式名称の「自発光（もしくは自発光式）メーター」の名称を使う。